# Feminismo comunitario
El feminismo comunitario es una corriente del feminismo fundamentado en la construcción de comunidad. Nació de la vertiente de la Comunidad Mujeres Creando Comunidad y el proceso de cambio llevado a cabo por el pueblo indígena boliviano. Se considera que Julieta Paredes es la fundadora del feminismo comunitario. Este movimiento feminista busca analizar y combatir la causa de los problemas sociales a través de la identificación del patriarcado como un sistema causante de opresiones, como violencias y las formas de dominación que existen.

## Objetivo
Desde el feminismo comunitario entienden al feminismo como "la lucha y la propuesta política de vida de cualquier mujer en cualquier lugar del mundo, en cualquier etapa de la historia que se haya rebelado ante el patriarcado que la oprime". Desde esta concepción, el objetivo del feminismo comunitario es buscar una alternativa al feminismo tradicional, es decir, parte de lo que se denomina como feminismo contrahegemónico, el cual cuestiona la representación del sujeto feminista dentro de las teorías y praxis feministas dentro de los estereotipos de mujer blanca, de clase media y heterosexual. Además, espera reconfigurarlo para convertirlo en un instrumento de pensamiento y acción integrado a las culturas, donde se reconoce la historia propia de la comunidad y del país donde procede esa comunidad, materializa la realidad de que la invisibilidad de esas comunidades procede de la dominación y la conquista desde hace siglos del patriarcado, visibiliza los derechos colectivos sumando los derechos de las mujeres y el reconocimiento de la búsqueda de la igualdad y equidad.
El feminismo comunitario busca hacer un feminismo que parta de la realidad en la que viven las mujeres del Abya Yala. En esta línea, el feminismo comunitario se encuentra en la búsqueda por desmitificar el chacha-warmi (hombre-mujer) en tanto esta categorización, si bien le es útil al feminismo occidental (tradicional), no permite analizar la realidad de la vida de las mujeres bolivianas, quienes construyen formas de vida con fuertes concepciones comunitarias. El feminismo comunitario, entonces, le daría representatividad a mujeres que no se encuentran consideradas dentro del feminismo tradicional, a las mujeres campesinas, indígenas, quienes además viven en entornos multiculturales y pluriingüísticos.

## Julieta Paredes
Julieta Paredes, lesbiana feminista aimara, es una de las creadoras de la teoría política del feminismo comunitario, fue fundadora en 1992 de Mujeres Creando de Bolivia. Escribió el libro Hilando fino y a partir de ello fue invitada por los movimientos de mujeres de Bolivia a escribir el marco conceptual del Plan del Gobierno de Evo Morales.
Según Paredes, el feminismo comunitario es “un movimiento social orgánico y organizado, orgánico porque es un compromiso práctico y no es teoría, y organizado porque hay tareas que cumplir, no hay jerarquías pero sí hay responsabilidades.” Reconoce que las condiciones de pobreza de las comunidades invisibilizan de manera más atenuante a las mujeres y por tanto también obliga a todas y todos a luchar de manera conjunta para mejorar las condiciones de vida con dignidad y en el marco del reconocimiento de una realidad pluricultural y multilingue.
Del mismo modo, plantea 5 campos de acción, espacios que las mujeres deben conquistar paralelamente y que les permite salir del ámbito doméstico individual para plantear la solución de problemas en el ámbito de la comunidad: cuerpo, memoria, tiempo, movimiento y espacio.

## Perspectivas
El feminismo comunitario nace de la memoria de recuperar las luchas de las mujeres originarias pobladoras del territorio latinoamericano, que llaman Abya Yala. Puede considerarse a Bolivia como el país desde donde surge el movimiento enmarcado dentro de una democracia amigable en estos temas y dando espacio a la visibilización de las mujeres originarias y de las organizaciones de mujeres campesinas tomando el empoderamiento de sus decisiones en temas de territorio y su cuerpo.
La propuesta del feminismo comunitario es la respuesta a la insuficiencia presentada por el feminismo autónomo independiente, se apoya en la interacción con las comunidades, lo que se opone a la autoridad de una élite tecnócrata vanguardista en la que solo ella propone y gestiona sus ideas.
Propone recuperar de las ancestras la historia y la fuerza que prodiga el sentido original de la vida tradicional andina, tergiversadas por los siglos de dominación del patriarcado no sólo en lo colonial sino también indigenista. Un ejemplo: se considera que el concepto de pareja heterosexual complementaria (chacha/warmi-hombre/mujer) ha sustituido a la noción originaria de par complementario, un principio básico de la cosmovisión aimara que permitía ampliar efectivamente la representación social, política y simbólica de una comunidad.
Asimismo el feminismo comunitario busca apartarse de lo que denominan el “colonialismo académico intelectual” y su legitimación, pues consideran que no es un concepto que provenga del campo académico, como señalan Julieta Paredes y Adriana Guzmán: 

El feminismo comunitario es un pensamiento acción, que se construye en un proceso de hace 24 años en Bolivia. Usamos indistintamente, feminismo comunitario como también feminismo comunitario, es porque no estamos adjetivando ni apellidando al feminismo, la comunidad es la propuesta y la comunidad somos también nosotras.

## Territorio- cuerpo- tierra
En el feminismo comunitario, el concepto de territorio-cuerpo-tierra se entiende como una unidad indivisible en la que el cuerpo de cada persona se considera un territorio, un límite que define su identidad y el lugar donde se manifiestan las experiencias, cultura y saberes de su comunidad. En los movimiento sociales de América Latina, esta noción resalta cómo la identidad individual y colectiva se construyen a partir de la conexión del cuerpo con la tierra, valorando la defensa de los cuerpos como el de los territorios físicos ante la explotación, despojo y violencia.

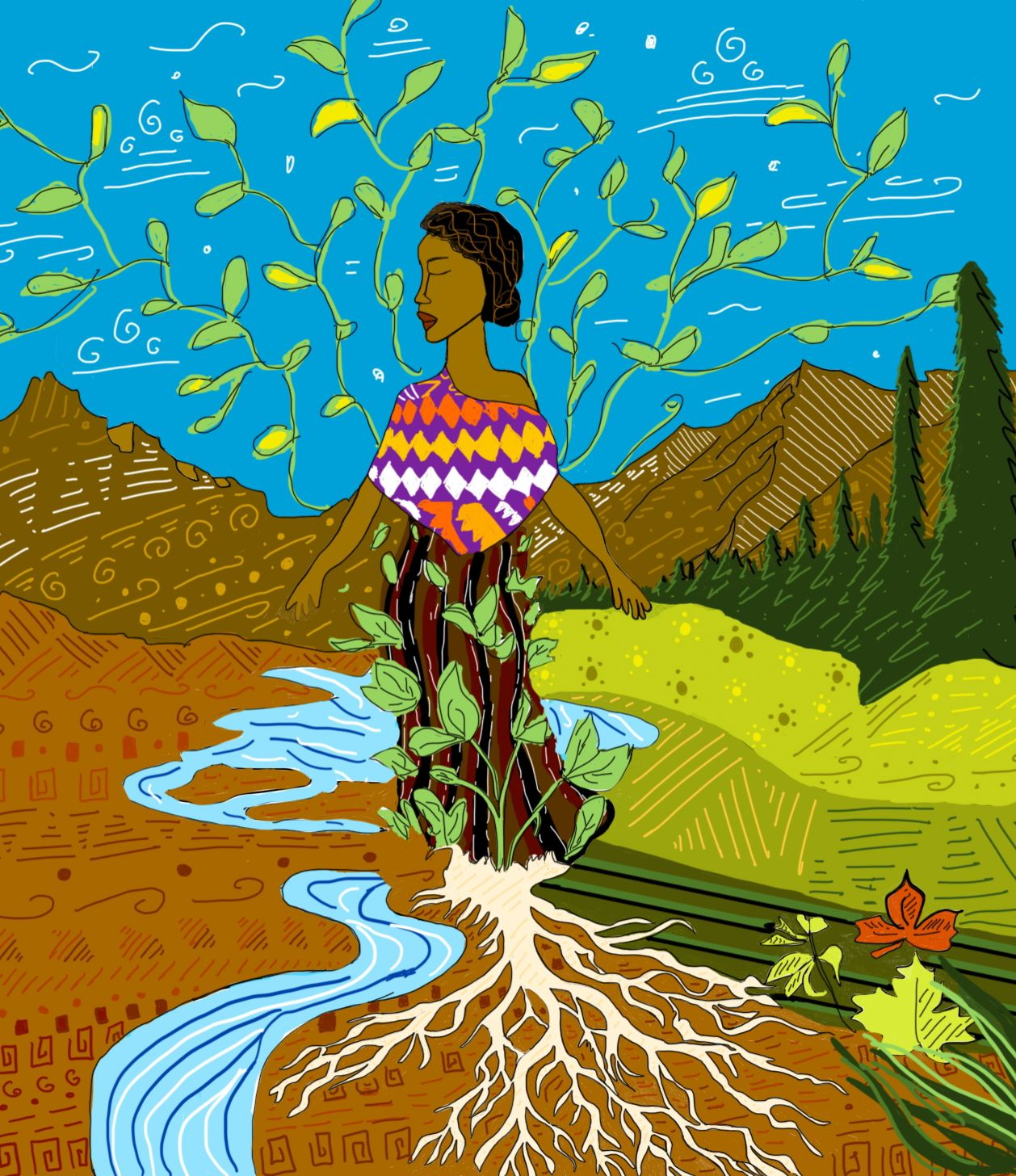
Territorio-cuerpo-tierra

Por otro lado, el cuerpo de la mujer ha sido reducido a un objeto del que el hombre puede disponer libremente, sin que se le reconozca como un ser humano completo. Esto crea una separación entre el cuerpo y la persona, una división que deshumaniza literalmente el cuerpo femenino. No se percibe como un ser con identidad propia, sino como un conjunto de partes mecánicas, algo que, al igual que la naturaleza, está disponible para ser dominado. Solo la capacidad de razonar, como si fuera una característica exclusiva de los hombres, parece otorgar la humanidad al cuerpo, reglando a las mujeres a algo menos que eso. Al posicionar lo femenino, completamente separado de lo masculino, en el mismo plano que la naturaleza y el cuerpo, se valida la idea de su sometimiento y explotación.
Otras mujeres como Lorena Cabnal y Adriana Guzmán han aportado al feminismo comunitario indígena. Por un lado, Adriana Guzmán forma parte de un grupo de resistencia colectiva que luchó a favor del reconocimiento de su cuerpo y las tierras de donde habita, como parte de ella que no puede ser tomada a la fuerza.
El concepto de cuerpo como territorio se articula en el reconocimiento de los derechos humanos de las mujeres, especialmente en los contextos de lucha social donde se busca visibilizar y reivindicar sus derechos. "Hoy el cuerpo se ve como un campo de batalla y resistencia, y como botín de guerra". Este concepto implica una declaración en contra de las múltiples formas de violencia que los cuerpos de las mujeres sufren, ya sea en espacios privados o públicos. "Mi cuerpo, mi territorio", no es solo una afirmación de pertenencia, sino también una exigencia de respeto y un acto de resistencia frente a la opresión estructural que atraviesa las identidades de clase, raza y género. En este sentido, el cuerpo se convierte en un territorio político que resiste a la violencia, transformándose en un motor de lucha, de autocuidado y de retomar su dignidad humana.
Este enfoque sobre el cuerpo como territorio no solo se limita a un acto individual de reivindicación, sino que se extiende a una lucha colectiva, en la que el cuerpo, entendido como espacio de resistencia, se une al concepto de defensa del territorio. En las comunidades indígenas, por ejemplo, las mujeres son protagonistas de esta lucha, pues entienden que el cuerpo y el territorio son elementos indivisibles, ambos indispensables para la vida, la autonomía y la justicia social.
El cuerpo, entonces, no solo se considera el primer territorio de defensa, sino también el motor de acción colectiva. En los movimientos sociales, tanto feministas como ecologistas, hombres y mujeres resisten ante las políticas extractivistas, que privatizan la tierra y destruyen ecosistemas. Luchar por el territorio, es en este contexto, luchar por la vida misma, por la dignidad y por la autonomía de las personas, especialmente de las mujeres, quienes no solo son guardianas de la vida, sino también de los territorios que habitan. La corporeidad, entendida como una categoría que va más allá de lo físico y que integra las luchas sociales y políticas, se convierte en una herramienta esencial en la lucha contra las opresiones estructurales que enfrentan las comunidades más vulneradas.
El concepto de primer territorio de defensa se presenta dentro de las comunidades rurales, indígenas y no indígenas, marcando su posibilidad de decidir, primero con su cuerpo y luego sobre lo que las rodea. El derecho a decidir forma parte de una demanda para liberar lo que anteriormente ha sido capturado y tomado como botín por tantos años, la libertad es el principio de un nuevo comienzo que incentiva a amar y defender lo que es de uno. Además se extiende para abarcar no solo la escala territorial clásica, sino también la vida cotidiana, la afectividad y las relaciones sociales de las comunidades, especialmente en contextos de resistencia a la violencia patriarcal y eco-dependencia.
Adicionalmente, retomar la historicidad corporal para permitir una sanación completa de las violencias vividas, no se puede apagar una voz esperando que se olvide. Es necesario el compartir la memoria, el llanto y la oralidad como medio de reconocer las injusticias que han vivido por tantos años las mujeres. La herida colonial es un vestigio que no debe ser olvidado; El reconocimiento de la lucha es una forma de conmemorar a las primeras mujeres que decidieron rebelarse en contra de un sistema de explotación.El reconocer la historia permite no solo defender un tipo de cuerpo, el de las mujeres, sino cuerpos diversos y hasta cuerpos no-humanos que han vivido las mismas experiencias de explotación y que nos conectan en un colectivo.

#### Una triada geopolítica
La defensa del cuerpo es también una defensa del territorio ante la conquista, estos tres elementos forman la triada geopolítica. El movimiento actual se ve enriquecido al retomar las aportaciones, de mujeres dentro del feminismo comunitario, como su lucha por la dignidad del cuerpo, por el respeto a los derechos sexuales y reproductivos de las niñas indígenas, la resistencia frente a la privatización de la tierra donde crecieron junto a su comunidad y la destrucción de los recursos naturales.